# فرنسيسكو خافيير لوبيز بينيا
فرنسيسكو خافيير لوبيز بينيا (بالإسبانية: Francisco Javier López Peña)‏ هو إرهابي إسباني، ولد في 14 فبراير 1958 في غالداكو في إسبانيا، وتوفي في 30 مارس 2013 في باريس في فرنسا بسبب نزف مخي.